# Burg Krugsburg
Die Burg Krugsburg, auch Burg Krußburg genannt, ist eine abgegangene Höhenburg auf 440 m ü. NN über der Altmühltalstraße am nordwestlichen Steilabfall des Kruspelbergs (600 m nordnordwestlich der Hammermühle und 1100 m nordöstlich der Filial- und Wallfahrtskirche Mariä Himmelfahrt) bei Altendorf, einem Ortsteil des Marktes Mörnsheim im Landkreis Eichstätt in Bayern. Die Anlage wird als Bodendenkmal unter der Aktennummer D-1-7132-0079 im Bayernatlas als „Burgstall des hohen und späten Mittelalters“ geführt. 

## Geschichte
Die Höhenburg vom Typus einer Turmburg sieht der Burgenforscher Helmut Rischert als Außenposten der Burg Mörnsheim mit Sichtverbindung zu dieser und diente mit einem Burgmann besetzt der Kontrolle der Schleife des Altmühltals.
Erstmals wurde die Burg 1024 als „Crugesburg“ urkundlich erwähnt, 1204 trat ein „Reinboto de Crugesburg“ als Urkundenzeuge in Erscheinung und bis 1294 nannten sich Eichstätter Ministeriale, die mit den ebenfalls eichstättischen Ministerialen von Mörnsheim verwandt waren, nach der Burg. Vermutlich war die Burg bereits im 13. Jahrhundert abgegangen.

## Namensherkunft
Der Name leitet sich entweder von dem Hügelrücken, der die Umrisse eines Krugs hat oder von der Krümmung („Krucke“) der Altmühlschleife her. Die Bezeichnung „Kruspelberg“ kommt aus dem Volksmund, da der Höhenrücken wie ein „Kruspel“ (Knorpel) in das Altmühltal hineinreicht.

## Beschreibung
Der in eine begehbare Felsnase auslaufende Burghügel ist etwa fünf mal vier Meter groß. Der Burgplatz ist 19 Meter lang und 12 Meter breit, was einen Wohnturm mit wenigen Nebengebäuden vermuten lässt. Von der ehemaligen Burganlage ist noch der den oberen Burghügel von dem am Steilhang entlang ziehenden Felsrücken abtrennende, vier bis fünf Meter breite Halsgraben erhalten. 